# Eric Prodon
Eric Prodon (n. 27 de junio de 1981 en París, Francia) es un exjugador de tenis francés. Su mejor posición en el ranking mundial fue la N.º 83 y aunque solo ha ganado un partido a nivel ATP, ha conquistado 2 títulos a nivel challenger.

## Títulos (0)
| Leyenda                |
| Grand Slam (0)         |
| Tennis Masters Cup (0) |
| ATP Masters Series (0) |
| ATP Tour (0)           |
| Challengers (6)        |

### Challengers (6)
| N.º | Fecha                    | Torneo      | Superficie    | Oponente en la final | Resultado      |
| --- | ------------------------ | ----------- | ------------- | -------------------- | -------------- |
| 1.  | 30 de julio de 2007      | Tampere     | Tierra batida | Peter Luczak         | 6-7(4) 6-4 6-4 |
| 2.  | 14 de enero de 2008      | Miami       | Tierra batida | Adrián Menéndez      | 6-4 6-4        |
| 3.  | 26 de julio de 2010      | Tampere     | Tierra batida | Leonardo Tavares     | 6-4 6-4        |
| 4.  | 12 de septiembre de 2010 | Braşov      | Tierra batida | Jaroslav Pospíšil    | 7–6(1), 6–3    |
| 5.  | 25 de enero de 2011      | Bucaramanga | Tierra batida | Fernando Romboli     | 6-3, 4-6, 6-1  |
| 6.  | 17 de julio de 2011      | Sopot       | Tierra batida | Nikola Ciric         | 6-1 6-3        |